# Tanque dos Mouros
Der Wasserspeicher Tanque dos Mouros liegt am Ortsrand von Estremoz im portugiesischen Distrikt Évora unmittelbar südlich der N4 Lissabon–Elvas. Er fiel dem Bau der Nationalstraße teilweise zum Opfer. Dessen ungeachtet ist seine rechteckige Form, die 45 × 90 m misst, noch deutlich zu rekonstruieren. Jedoch liegt das ursprüngliche Bodenniveau weit unter dem heutigen, das zwecks landwirtschaftlicher Nutzung in den 1960er Jahren durch die Auffüllung mit Erde entstand. Die Wandhöhe des Speichers beträgt an der Südseite noch 2,5 m. Seine Bruchsteinmauern sind je nach der Neigung des Geländes, das nach Südwesten abfällt, unterschiedlich dick, sodass die Mauerdicke mit 2,6 m dort am größten ist. Hier sind die Pfeiler, die die Mauer abstützen enger gestellt und mit bis zu 2,6 m am stärksten. Die Anlage wird in die römische Zeit datiert. Funde römischer Münzen scheinen dies zu bestätigen. Es wird angenommen, dass der Speicher als Reservoir für die nahe gelegenen Bäder diente. Er könnte 15.000 bis 20.000 Kubikmeter Wasser gefasst haben.
An der Südwestecke bilden Stützpfeiler zwei kleine Räume, von denen einer durch eine Wand mit Türöffnung geschlossen ist. In diesen Räumen befinden sich Öffnungen zum Ablassen des Wassers. Der austretende Wasserstrahl hätte Maschinen antreiben können. Diese Annahme müsste allerdings durch eine Ausgrabung bewiesen werden. Die Datierung der Wasserablässe in römische Zeit wird angezweifelt, da diese auch später eingebaut worden sein können. In Frage kommen als Urheber die Mauren, denen nicht nur auf der Iberischen Halbinsel zahllose wasserbautechnische Anlagen zugeschrieben werden, interessanterweise aber keine Staudämme. Der Grund wird darin vermutet, dass die antiken römischen Dämme noch in Betrieb waren. Das Speicherwasser wurde durch einen Kanal geleitet, der in Richtung auf die gotische Kapelle Nossa Senhora dos Martires führt, wo an der Oberfläche römisches Material gefunden wurde. 
Von der Legende wird die Errichtung des Bauwerks den Mauren zugeschrieben und in Zusammenhang mit dem Bau des nahe gelegenen Torre dos Namorados gebracht.